# Kanton Mirande
Der Kanton Mirande war bis 2015 ein französischer Wahlkreis in der Region Midi-Pyrénées. Er lag im Arrondissement Mirande und im Département Gers. Hauptort war Mirande.
Der 23 Gemeinden umfassende Kanton war 266,01 km² groß und hatte 8107 Einwohner (Stand: 2012).

## Gemeinden
| Gemeinde             | Einwohner | Code postal | Code Insee |
| -------------------- | --------- | ----------- | ---------- |
| Bazugues             | 55        | 32170       | 32034      |
| Belloc-Saint-Clamens | 148       | 32300       | 32042      |
| Berdoues             | 352       | 32300       | 32045      |
| Clermont-Pouyguillès | 158       | 32300       | 32104      |
| Idrac-Respaillès     | 201       | 32300       | 32156      |
| Laas                 | 237       | 32170       | 32167      |
| Labéjan              | 259       | 32300       | 32172      |
| Lagarde-Hachan       | 131       | 32300       | 32177      |
| Lamazère             | 130       | 32300       | 32187      |
| Loubersan            | 168       | 32300       | 32215      |
| Marseillan           | 68        | 32170       | 32238      |
| Miramont-d’Astarac   | 344       | 32300       | 32254      |
| Mirande              | 3568      | 32300       | 32256      |
| Moncassin            | 119       | 32300       | 32263      |
| Ponsampère           | 118       | 32300       | 32323      |
| Saint-Élix-Theux     | 110       | 32300       | 32375      |
| Saint-Martin         | 420       | 32300       | 32389      |
| Saint-Maur           | 111       | 32300       | 32393      |
| Saint-Médard         | 293       | 32300       | 32394      |
| Saint-Michel         | 241       | 32300       | 32397      |
| Saint-Ost            | 86        | 32300       | 32401      |
| Sauviac              | 134       | 32300       | 32419      |
| Viozan               | 114       | 32300       | 32466      |